# Georg-Henning Graf von Bassewitz-Behr

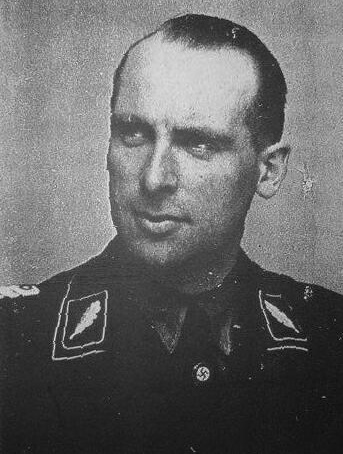
Georg-Henning Graf von Bassewitz-Behr

Georg-Henning Graf von Bassewitz-Behr (* 21. März 1900 in Lützow; † 31. Januar 1949 in Magadan) war ein deutscher SS-Gruppenführer, Generalleutnant der Waffen-SS und Polizei während des Zweiten Weltkriegs.

## Leben
Der aus dem mecklenburgischen Adelsgeschlecht Bassewitz stammende Gutsbesitzer wuchs nebst vier jüngeren Schwestern auf einem Gutshof in Lützow in Mecklenburg auf. Seine Eltern waren der Graf Adolph von Bassewitz-Behr (* 15. Juli 1849; † 20. November 1915) und dessen dritte Ehefrau Dorothee Krell (* 24. April 1873; † 1960).
Im Alter von 15 Jahren verlor Bassewitz-Behr seinen Vater. Nach Privatunterricht besuchte er das Gymnasium in Bad Doberan ab 1914. Das Abitur bestand er 1918. Noch im April des gleichen Jahres trat er als Kriegsfreiwilliger in das 2. Kürassier-Regiment in Pasewalk ein. Nach dem Ende des Ersten Weltkriegs, wo er keinen Kriegseinsatz mehr hatte, nahm er eine landwirtschaftliche Ausbildung auf Gut Schwiessel in Güstrow auf. Daneben bewirtschaftete von Bassewitz-Behr die Güter in Mecklenburg und versorgte seine Familie. Im Wintersemester 1919/20 studierte er Landwirtschaft an der Universität Rostock. Er heiratete Ilse Gräfin von Pfeil und Klein-Ellguth (1900–1987), die Tochter eines adligen Offiziers, und wurde Mitglied des Stahlhelms. Kurz vor der großen Wirtschaftskrise 1928 umfassten seine beiden Fideikommisse Schwiessel mit 842 ha und Walkendorf mit Dorotheenwald genau 1488 ha. Wohnsitz war das 1081 ha große Allodgut Lützow, ebenfalls mit dem Status einer Familienstiftung, im Besitztum der gesamten Erbengemeinschaft des Vaters.
Wegen der wirtschaftlichen Schwierigkeiten versuchte Bassewitz-Behr Ende der 1920er Jahre Teile seines Familiengutes zu verkaufen und wanderte nach Afrika aus. Auf der Überfahrt las er Adolf Hitlers „Mein Kampf“ und fühlte sich von den dort niedergelegten Ideen des Nationalsozialismus angezogen. Nachdem er 1930 vergeblich eine neue Existenz als Farmer in der ehemaligen Kolonie Deutsch-Südwestafrika aufzubauen versucht hatte, kehrte er drei Monate später nach Deutschland zurück und wurde ein Anhänger der nationalsozialistischen Ideologie.
Bassewitz-Behr trat zum 1. Februar 1930 der NSDAP (Mitgliedsnummer 458.315) und im selben Jahr der SS (SS-Nummer 35.466) sowie dem NSKK bei. Aktiv wurde Bassewitz-Behr in den NS-Organisationen ab 1933 als Führer der 15. SS-Motorstandarte und als Ortsbauernführer der NSDAP in Schwiessel. Ab 1934 übernahm er die Führung des SS-Oberabschnitts Nord, für Hamburg-Altona. Ein Jahr später nahm er am Reichsparteitag der NSDAP in Nürnberg teil. 1938 wurde er als Mitglied des Stabs des SS-Hauptamts Inspekteur der Kraftfahrkampftruppe.
In Vorbereitung des geplanten deutschen Überfalls auf die Sowjetunion – Unternehmen Barbarossa – war Bassewitz-Behr von Ende April bis Ende Juli 1941 als Quartiermeister beim Kommandostab Reichsführer SS eingesetzt. Anschließend war er während des Krieges gegen die Sowjetunion in Riga als „Landwirtschaftlicher Referent“ im Stab des dortigen Höheren SS- und Polizeiführers (HSSPF) Hans-Adolf Prützmann tätig.
Von hier übernahm er Mitte November 1941 bis Anfang August 1942 das Amt des SS- und Polizeiführers von Dnepropetrowsk, Ukraine In dieser Zeit war er für den Mord an über 40.000 Zivilisten, Partisanen und Juden verantwortlich. Vom 22. November 1942 bis 24. März 1943 übernahm er die Position des Höheren Führers der Sicherheitspolizei und des Sicherheitsdienstes (HSSPF) für Russland-Mitte in Mogilew.
Vom 16. Februar 1943 bis zum 8. Mai 1945 war Bassewitz-Behr HSSPF des Wehrkreises X (HSSPF Nordsee) in Hamburg. Am 1. Juli 1944 erfolgte die Ernennung zum SS-Gruppenführer und Generalleutnant der Waffen-SS, nachdem er bereits am 20. April 1943 zum SS-Gruppenführer und Generalleutnant der Polizei befördert worden war. Durch den Hamburger Gauleiter und Reichsverteidigungskommissar für den Wehrkreis X Karl Kaufmann wurde Bassewitz-Behr nach der Operation Gomorrha im August 1943 zum dortigen Generalkommissar für das Sicherheitswesen ernannt. Bassewitz-Behr leitete auch das Kriegsgefangenenwesen im Wehrkreis X und war verantwortlich für die Repressionen gegen die ausländischen Zwangsarbeiter.
Bei Kriegsende war Bassewitz-Behr hauptverantwortlich für die „Evakuierung“ des KZ Neuengamme und dessen Außenlager. Auf Weisung bzw. mit Zustimmung von Bassewitz-Behr wurden 71 zur Exekution bestimmte Häftlinge aus dem Polizeigefängnis Fuhlsbüttel während des Endphaseverbrechens im KZ Neuengamme im April 1945 ermordet.
Nach Kriegsende wurde Bassewitz-Behr im September 1945 festgenommen und wegen der im Polizeigefängnis Fuhlsbüttel begangenen Straftaten im Rahmen der Hamburger Curiohaus-Prozesse vor ein britisches Militärgericht gestellt. Nachdem er im August 1947 im Curiohaus als Kriegsverbrecher freigesprochen worden war, wurde er am 16. September 1947 den sowjetischen Behörden überstellt. Für den Mord an den 45.000 Zivilisten in der Gegend von Dnjepropetrowsk wurde er zu 25 Jahren Zwangsarbeit verurteilt. Bassewitz-Behr starb zwei Jahre später in einem Arbeitslager in Ostsibirien.

## Dienstränge, Auszeichnungen
| Bassewitz-Behrs SS- und Polizeiränge | Bassewitz-Behrs SS- und Polizeiränge             |
| Datum                                | Rang                                             |
| ------------------------------------ | ------------------------------------------------ |
| September 1938                       | SS-Oberführer                                    |
| Juni 1940                            | SS-Obersturmbannführer (Waffen-SS)               |
| Januar 1942                          | SS-Brigadeführer und Generalmajor der Polizei    |
| 10. April 1943                       | SS-Gruppenführer und Generalleutnant der Polizei |
| 1. Juli 1944                         | Generalleutnant der Waffen-SS                    |

- SS-Ehrendegen
- Totenkopfring der SS
- SS-Dienstauszeichnung
- Eisernes Kreuz (1939) II. und I. Klasse (1939)[7]
- Kriegsverdienstkreuz (1939) II. Klasse mit Schwertern